# Super8 filmuddannelsen
Super8 er en uafhængig filmuddannelse med base i Filmby Aarhus. Grundlagt i 2001, består Super8 af 32 elever fordelt på to årgange og fire faggrupper: instruktører, manuskriptforfattere, filmfotografer og producere. Uddannelsen strækker sig over 3 år, og der optages en ny årgang hvert andet år.
Super8 udvikler aspirerende filmskaberes talent og kompetencer inden for film- og tv-produktion hen over et treårigt forløb, hvor der primært fokuseres på fiktions kortfilmsformatet - de seneste årgange har dog også produceret novelle- og spillefilm. Alle elever medvirker i produktionen af førsteårsfilm, midtvejsfilm og afgangsfilm.

## Super16 og 18 Frames
Sammen med den københavnske filmuddannelse Super16 og den Odense-baserede 18 Frames, danner Super8 de danske alternative filmuddannelser, men de har ingen formel tilknytning til hinanden. Uddannelsernes navne henviser til ældre filmformater.